# Gerard Encuentra i Bellmunt
Gerard Encuentra i Bellmunt   (Lleida, 9 de gener de 1990) és un entrenador català de bàsquet. Actualment dirigeix el Força Lleida Club Esportiu, amb qui va disputar tres play-off consecutius d'ascens a la Lliga ACB fins a retornar l'equip de la ciutat a la màxima categoria del bàsquet estatal dinou anys després de fer-ho el Lleida Basquetbol.

## Trajectòria
Gerard Encuentra va començar la seva trajectòria al món del bàsquet formant-se a les categories inferiors del Club Bàsquet Pardinyes, amb el qual va arribar a ser segon entrenador de Jorge Serna durant les temporades 2014-15 i 2015-16 a la Lliga EBA.
A l'estiu del 2016, després de la sortida de Jorge Serna al Força Lleida com a entrenador assistent de Borja Comenge, Encuentra va agafar les regnes del primer equip del CB Pardinyes a la Lliga EBA, al qual va acabar dirigint durant un total de 5 temporades, i que la temporada 2018-19 va aconseguir l'ascens a la Lliga LEB Plata. En les següents dues temporades, Encuentra va aconseguir mantenir el conjunt lleidatà a la LEB Plata, acabant en setè i novè lloc de la lliga regular, respectivament.
El 14 de juny de 2021 va signar pel Força Lleida Club Esportiu de la Lliga LEB Or per dues temporades, un compromís que després va renovar fins al 2026.